# Sven Grotte
Sven var en biskop i Skara stift 1436–1449.
I den rimmade krönikan över biskoparna i Skara ges Sven tillnamnet Grotte och anges ha varit född i Östergötland. Han syns i den tid av omvälvning som var hans ämbetstid ha följt Nils Ragvaldsson linje i balans i att värna kyrkans intressen dels mot en utökad kungamakt och dels mot folkliga strömningar för ökad religiös frihet. Hans politiska debut skedde troligen 1436, då han på ett möte i Stockholm tog tillvara kyrkans krav mot allmogen på ett möte i Stockholm. Som kyrkoman deltog Sven senare i kyrkliga sammankomster under riksmötena i Söderköping 1436 och 1441. I början av 1437 omtalas han som av Karl Knutsson och riksrådet förordnad hövitsman i Skara. 1441 var Sven en av de svenska deltagarna vid ett möte i Lödöse, som resulterade i ett svensk-norskt freds- och vänskapstraktat, som snart kom att överspelat, men i viss mån föregrep Karl Knutssons norska politik 1449. Under Kristofer av Bayerns regering i Sverige var Sven verksam i allmänna uppdrag. Mot slutet av sin biskopstid råkade han i konflikt med sitt domkapitel.